# Axiome (film)
Pour plus de détails, voir Fiche technique et Distribution.
Axiome est un documentaire français réalisé par Tom Hanson, sorti en 2004.

## Synopsis
De nos jours, quelque part entre les puissantes montagnes de Perse, du Caucase, et d’Asie mineure…
Un auteur réalisateur qui souhaite faire un documentaire imagine un personnage qui n’existe pas et qui a la faculté de voyager à travers les corps.
Ce dernier va tour à tour incarner un jeune paysan qui rêve de fuir la campagne pour des espaces plus urbains, une prostituée violée, un client narcissique, un artiste déchu et enfin un déserteur résistant.

## Palmarès
2004 / 2005 : Axiome a été projeté à la Cinémathèque française dans le cadre de séances sur l’avant-garde et à la Cinémathèque du Luxembourg. Il a aussi été diffusé à la vidéothèque du F.I.D, au cinéma LA CLEF dans le cadre de la rétrospective des Films du Grain de Sable et à L’Entrepôt. Il a également été programmé en mai 2005 dans le cadre du festival « Le Printemps de Paris ». Axiome a été sélectionné au Festival International du Film Francophone de Namur en Belgique, au Festival International du Cinéma Méditerranéen à Montpellier, aux 17e Instants Vidéo Nomades et au Festival Escales Documentaires de La Rochelle pour participer à la Compétition Internationale. Par ailleurs, il a reçu une mention spéciale aux 14e Rencontres du film documentaire Traces de vies de Clermont-Ferrand/Vic le Comte ainsi que le prix "Son et Image" aux Écrans documentaires.

## Critique
« Axiome est un film atypique et déroutant, qui semble sceller l'alliance du film militant et du cinéma expérimental » selon Jacques Mandelbaum, dans Le Monde[réf. nécessaire].